# Xorides carinifrons
Xorides carinifrons är en stekelart som beskrevs av Baltazar 1961. Xorides carinifrons ingår i släktet Xorides och familjen brokparasitsteklar. Inga underarter finns listade i Catalogue of Life.